# Згорня Сенарска
Згорня Сенарска (словен. Zgornja Senarska) — поселення в общині Света Троїца-в-Словенських Горицях, Подравський регіон‎, Словенія.